# Oscar Horta
 (juin 2020).
Pour les articles homonymes, voir Horta.
Oscar Horta est un activiste pour la défense des animaux et philosophe moral espagnol actuellement professeur a l'Université de Santiago de Compostela (USC). Il est aussi un des cofondateurs de l'organisation Éthique Animale. Il est surtout connu pour son travail sur la considération morale des animaux, sur la clarification du concept de spécisme, sur l'argument du chevauchement des espèces et sur la question de la souffrance des animaux sauvages. 
Horta a défini le spécisme comme une discrimination à l'encontre de ceux qui n'appartiennent pas à une ou plusieurs espèces, comprenant par discrimination une inégalité de considération ou de traitement injustifiée. Horta a également soutenu que la discrimination à l'égard des animaux non humains n'est qu'un exemple de spécisme, que l'on peut qualifier de spécisme anthropocentrique,,. Il soutient aussi que, contrairement à une vision "idyllique" de la nature sauvage, les animaux souffrent beaucoup dans la nature de maladies, de famine et d'autres menaces. Il a donc fait valoir que nous avons des raisons d'aider les animaux sauvages lorsqu'il est possible de le faire sans causer plus de dommages,,,,,. Les moyens actuels d'aide comprennent le sauvetage des animaux lors de catastrophes naturelles, les centres pour les animaux orphelins, malades et blessés, et les programmes de vaccination et d'alimentation,.  Horta a affirmé que de telles initiatives pourraient être étendues et que pour éviter les controverses avec les environnementalistes qui s'opposent à de telles initiatives, les programmes pilotes pourraient commencer par se concentrer sur les animaux sauvages vivant dans les environnements urbains, suburbains ou agricoles,,. 

## Œuvres choisies
- Horta, Oscar. 2010. "Debunking the idyllic view of natural processes: Population dynamics and suffering in the wild"[6]. Telos 17 (1): 73–88.
- Horta, Oscar. 2010. "What is speciesism?"[2]. Journal of Agricultural and Environmental Ethics 23 (3): 243–66. DOI 10.1007/s10806-009-9205-2.
- Horta, Oscar. 2012. "Éthique de l’écologie de la peur versus paradigme antispéciste : Changer les objectifs des interventions dans la nature"[16], Cahiers antispécistes, 35, 2012, 46-61.
- Horta, Oscar. 2013. "Zoopolis, Intervention and the State of Nature". Law, Ethics and Philosophy 1: 113–125.
- Horta, Oscar. 2014. "The scope of the argument from species overlap". Journal of Applied Philosophy 31 (2): 142–54. DOI 10.1111/japp.12051.
- Horta, Oscar. 2014. Una morale per tutti gli animali: al di là dell'ecologia, Milano: Mimesis,  (ISBN 978-8857521381).
- Horta, Oscar. 2017. "Animal Suffering in Nature: The Case for Intervention". Environmental Ethics 39 (3): 261–279. DOI 10.5840/enviroethics201739320.
- Horta, Oscar. 2017. "Why the concept of moral status should be abandoned". Ethical Theory and Moral Practice 20 (4): 899–910. DOI 10.1007/s10677-017-9829-7.
- Horta, Oscar. 2017. Un paso adelante en defensa de los animales, Madrid: Plaza y Valdés,  (ISBN 978-8417121044).
- Horta, Oscar. 2017. "Population Dynamics Meets Animal Ethics", in Garmendia, Gabriel & Woodhall, Andrew (eds.) Ethical and Political Approaches to Nonhuman Animal Issues: Towards an Undivided Future. Basingstoke: Palgrave Macmillan, 365-389.
- Horta, Oscar. 2018. "Le mal dans la nature : Fondements évolutionnistes de la prédominance de la disvaleur"[11], Cahiers antispécistes,  40, 1-14.
- Horta, Oscar. 2018. "Discrimination against vegans". Res Publica 24 (3): 359-73. DOI 10.1007%2Fs11158-017-9356-3.
- Horta, Oscar. 2018. "Concern for wild animal suffering and environmental ethics: What are the limits of the disagreement?". Les ateliers de l'éthique 13 (1):85–100. DOI 10.7202/1055119ar
- Horta, Oscar. 2018. "Moral considerability and the argument from relevance". Journal of Agricultural and Environmental Ethics 31 (3): 369–88. DOI 10.1007/s10806-018-9730-y.
- Horta, Oscar. Faria, Catia. 2019. "Welfare Biology", in Fischer, Bob (ed.) The Routledge Handbook of Animal Ethics, New York: Routledge,  (ISBN 978-1315105840)